# José Manuel Garcia (historien)
Pour les articles homonymes, voir José Manuel García.
José Manuel Garcia, né à Santarém au Portugal en 1956, est un historien portugais. Universitaire et auteur, son domaine d’expertise porte sur l’expansion maritime du Portugal du XVe au XVIIe siècle, et notamment la circumnavigation de Fernand de Magellan et de Juan Sebastián Elcano,.

## Formation universitaire
Après avoir obtenu, en 1978, une licence d'histoire de la Faculté de lettres de l'Université de Lisbonne, il devient, en 2006, docteur en histoire de l'Université de Porto avec une thèse sur l'historiographie des découvertes et de l'expansion portugaise entre le XVe et le XVIIe siècle.

## Activités professionnelles et scientifiques
De 1988 à 1997, il est successivement conseiller scientifique, membre puis collaborateur de la Commission nationale pour la commémoration des découvertes portugaises.
Entre 1997 et 1999, il est l'un des organisateurs scientifiques du colloque international et de l'exposition Vasco da Gama et Inde qui se tient à la Chapelle de la Sorbonne (Paris) en mai 1998, et qui donnera lieu à la publication d’un ouvrage.
En avril 2001, il est le conseiller scientifique du Centre national de la culture lors du voyage effectué par cette institution en Indonésie et au Timor.
Entre 2004 et 2006, il est chercheur responsable du Centre Damião de Góis de l’Institut des archives nationales portugaises de Torre do Tombo, ainsi que du programme Diogo do Couto.
Depuis 2006, il est chercheur au bureau d'études de la mairie de Lisbonne.
Dans le cadre de ses activités scientifiques, il participe à de nombreuses conférences et congrès en Afrique (Cap-Vert et Mauritanie), en Amérique (Brésil, Chili et États-Unis), en Asie (Inde, Indonésie, Iran, Macao et Philippines) et en Europe (Espagne, France et Portugal).
Il prend également part, entre 1983 et 2009, à l’organisation de nombreuses expositions, publications de catalogues,, ou encore à la réalisation de documentaires audiovisuels,.
En 2022, il participe au documentaire en quatre volets de François de Riberolles diffusé sur Arte et Arte.tv : L'incroyable périple de Magellan.

## Travaux et découvertes: le voyage de Magellan-Elcano

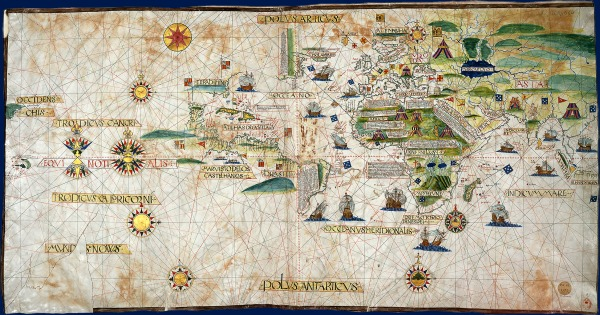
Longtemps connue sous le nom de : Kunstmann IV, cette carte de 1519, attribuée à Jorge Reinel et très probablement celle que Magellan offrit à Charles Quint, se démarque des représentations habituelles de l’époque par la dimension plutôt réaliste de sa « Mer du Sud » (l’océan Pacifique). La carte représentée ici est un fac-similé réalisé par Otto Progel en 1836 et conservé à la Bibliothèque nationale de France, l’originale ayant disparu à Munich pendant la Seconde Guerre mondiale. Également attribuée à un des frères Reinel, une autre carte semblable de 1519, cette fois en projection polaire antarctique, est conservée à la Bibliothèque du palais de Topkapi à Istanbul sous le nom de Hazine no 1825.

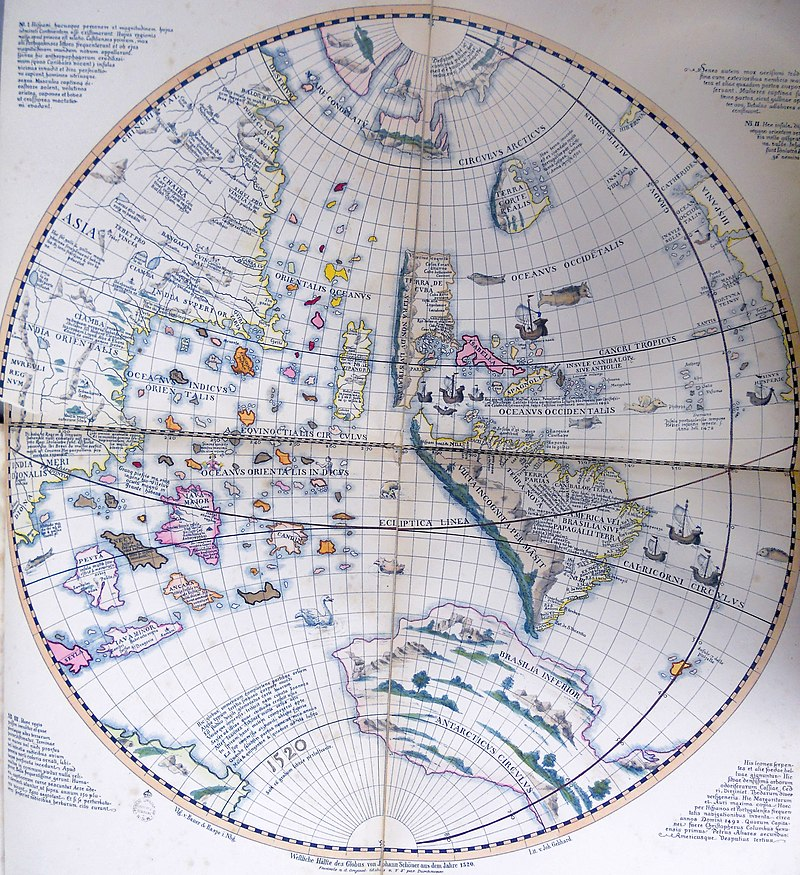
Globe de 1520 de l’Allemand Johann Schöner qui, quoique postérieur à la carte de Jorge Reinel ci-dessus, sous-estime nettement la dimension de l’océan Pacifique.

José Manuel Garcia est, à l’heure actuelle, un des plus grands spécialistes de la circumnavigation non-projetée,, de Fernand de Magellan et de Juan Sebastián Elcano,,, avec de nombreuses publications connexes sur lesquelles s’appuient d’autres historiens    , et qu’on peut retrouver rassemblées dans son dernier ouvrage de 2019 (Fernão de Magalhães: Herói, Traidor ou Mito: a História do Primeiro Homem a Abraçar o Mundo), fruit de douze années de travaux sur la question.
Fondées sur une exploitation continue des archives afférentes à Fernand de Magellan et son expédition, les recherches de José Manuel Garcia contredisent un certain nombre d’idées reçues au sujet du voyage de Magellan-Elcano.
Ainsi, selon cet historien, des éléments d’archives récemment révélés semblent désormais confirmer que Fernand de Magellan ne serait pas né à Sabrosa, mais bien à Porto, comme le soupçonnaient déjà les travaux antérieurs de Gil Fernández (2009)  et l’évoquaient ceux de Castro et al. (2010).
D’autre part, son interprétation graphique des mesures indiquées par Magellan dans le mémoire géographique (Lembrança geográfica) que le navigateur portugais fit remettre à Charles Quint en septembre 1519, document cité in extenso par cet historien, conteste l’idée reçue selon laquelle Magellan ignorait tout de l’immensité de l’océan Pacifique, aboutissant ainsi aux mêmes conclusions que les travaux de Xavier de Castro (nom de plume de Michel Chandeigne), Jocelyn Hamon et Luís Filipe Thomaz sur la question  .
Cette interprétation des différents calculs présentés par Magellan dans ce mémoire géographique laissent effectivement présager un très vaste océan entre le sud du continent américain et l’objectif premier de cette expédition maritime : l’archipel des Moluques (en Indonésie actuelle), ces légendaires « îles aux épices », alors productrices exclusives du clou de girofle    .
Magellan place ainsi les Moluques à environ 4e à l’est du domaine espagnol délimité par la démarcation extrême-orientale – hypothétique – du méridien né du traité de Tordesillas (1494), alors que cet archipel se situe, en réalité, à 5e à l’ouest (et donc dans le domaine portugais) : une erreur d’autant plus faible qu’il était alors impossible de mesurer avec exactitude les longitudes, et que l’emplacement de l’archipel moluquois ne put être mesuré précisément que deux ou trois siècles plus tard.
Autre argument venant étayer cette interprétation, les conceptions géographiques évoquées dans le Lembrança geográfica de Magellan se retrouvent sur une carte maritime anonyme de 1519, document attribué au cartographe portugais Jorge Reinel qui, avec son père Pedro Reinel également cartographe, avait rejoint Magellan à Séville .
Dès lors, il ne peut être exclu que cette carte était identique aux deux planisphères saisis par les Portugais sur la Trinidad (nef amirale de la flotte) le 28 octobre 1522 , ou encore semblable au globe peint que, selon le chroniqueur espagnol Bartolomé de Las Casas, Magellan et le cosmographe Rui Faleiro auraient présenté au jeune Charles 1er des Espagnes (futur Charles Quint; empereur du Saint-Empire romain germanique), fin février ou début mars 1518 à Valladolid  , entrevue royale couronnée de succès puisque le souverain espagnol décida d’avaliser le projet d’expédition vers les Moluques.
Témoin de l’avance cartographique dont jouissaient alors les marins portugais, cette carte attribuée à Jorge Reinel, probablement dessinée à l’été 1519 sous les ordres de Magellan, se singularise donc par un vaste océan qui sépare la pointe du continent américain du petit archipel des Moluques qu’on distingue à peine à l’extrême gauche du document   , contrairement au célèbre globe de 1520 de l’Allemand Johann Schöner, dans lequel la « Mer du Sud » (futur océan Pacifique) est presque inexistante et l’Amérique apparaît comme le prolongement de l’Asie.